# John Carradine
John Carradine, egentlig Richmond Reed Carradine, (født 5. februar 1906 i Greenwich Village, New York City, død 27. november 1988 i Milano, Italien) var en amerikansk filmskuespiller, far til David Carradine.
Carradine scenedebuterede i 1925 og filmdebuterede i 1930. I de første år spillede han småroller, men snart kom en lang række fine karakterbiroller i centrale amerikanske film, bl.a. i John Fords The Hurricane (Orkanen, 1937), Drums Along the Mohawk (Flammer over Mohawk, 1939), The Grapes of Wrath (Vredens druer, 1939) og Stagecoach (Diligencen, 1939), Fritz Langs The Return of Frank James (Frank James vender tilbage, 1940) og Western Union (1941), Jean Renoirs Swamp Water (1941) og Nicholas Rays Johnny Guitar (1954). Han spillede SS-officeren Reinhard Heydrich i Douglas Sirks Hitler's Madman (1943). Senere var han at se i et stort antal skrækfilm; i senere år dukkede han op i Joe Dantes The Howling (Varulve, 1981) og Francis Ford Coppolas Peggy Sue Got Married (Peggy Sue blev gift, 1986). Med stort og småt gjorde Carradine mere end 340 roller for film og fjernsyn.